# Platysenta sufficiens
Platysenta sufficiens là một loài bướm đêm trong họ Noctuidae.